# 跳舞的線
《跳舞的線》，是由中國的獵豹移動公司和波蘭的Boombit聯合開發的音樂類手機遊戲。此遊戲在各個渠道下載量超過1億次。并於2020年5月4日宣佈停止更新，其後於2022年12月11日遊戲官方消息發布者"十年叔叔"於直播中宣布遊戲將會恢復更新，官方也在各個官方平台宣布恢復更新的相關動態。

## 玩法與系統
《跳舞的線》每關皆有獨立音樂。主要玩法為透過關卡音樂的旋律及節奏，點擊螢幕使線條90度轉向並躲避障礙物以達到終點。遊戲內包含各種場景，音樂會和不同場景混合，每個關卡皆有特色。

## 開發與發行

### 音樂
關卡的音樂大部分由獨立音樂人製作，小部分則購自音樂製作公司Audio Network。除此之外，Alan Walker、Luis Fonsi以及Marta Olejarz亦提供了音樂版權。

#### 外来版权音乐信息
1.关卡“情人节”的音乐是由 Marta 演唱的歌曲《I Need a Love Story （页面存档备份，存于）》剪辑制作的；
2.关卡 “All About Us”的音乐是由 Marta 演唱的歌曲《All About Us （页面存档备份，存于）》剪辑制作的；
3.关卡 “The Faded - Alan Walker” 、“Faded - 新手版本”的音乐是由 Alan Walker / Iselin Løken Solheim 的歌曲《Faded》改编制作的，现已下架
4.关卡“The Faded Original”的音乐是由 Alan Walker 的歌曲《Faded (Instrumental) （页面存档备份，存于）》剪辑制作的，现已下架；
5.关卡“The Alone - Alan Walker”的音乐是由 Alan Walker / Noonie Bao 的歌曲《Alone （页面存档备份，存于）》原声制作的，现已下架；
6.关卡“The Despacito”的音乐是由 Luis Fonsi / Daddy Yankee 演唱的歌曲《Despacito》改编制作的，现已下架；
7.关卡“Come & Get it - Selena Gomez”的音乐是由 Selena Gomez 演唱的歌曲《Come & Get it （页面存档备份，存于）》剪辑制作的，现已更名印度情缘，并更换为原创音乐。

### 下載
跳舞的線由官方直營，藉iOS App Store和TapTap及各手機品牌內建應用渠道服提供下載，由於TapTap的代碼與Google Play和iOS App Store不同，需要單一進行開發，故此更新比一般遲。

## 發展
2020年2月，《跳舞的線》因違反Google政策規定遭到Google Play下架。
2020年5月10日，跳舞的線官方宣布暫停發布新關卡，《Faded-Easy-Mode》成為停更前的最新關卡，並以維護作為未來的更新主軸。
2022年12月11日，BiliBiliUP主—十年叔叔與跳舞的線官方在BiliBili直播中，宣布重啟關卡更新。
2023年11月10日，十年叔叔透露新關預告，名稱為《旅程》；滾動的天空開發人員也在滾動的天空官方Discord群宣布此消息。
2023年11月16日，跳舞的線復更後的首個關卡《旅程》正式上線，確定了跳舞的線正式復更。
2024年1月29日，十年叔叔發表新關卡《空間》的音樂預告，該關卡由玩家Max冰焰製作。同年2月1日，十年叔叔發表新版本更新說明，內文提及遊戲內將新增「創造」頁，放置收錄及共創關卡，意味著官方正式開始與玩家合作，將玩家製作的優秀內容加入至遊戲中。

## 爭議

### 《Come & Get It》版權問題
原訂2019年3月的新關卡《Come & Get It》，因由赛琳娜·戈麦斯主唱的歌曲《Come & Get It》音樂版權問題，無法釋出關卡及其更新。後來官方在9月更新中釋出本關，更名為印度情緣，並更改其音樂以躲避版權。

### Google Play下架問題
2020年2月21日，Google Play以「破壞性廣告」為由下架了獵豹移動共45款的應用程式，其中也包含《跳舞的線》，除了無法下載外，內購、廣告解鎖等遊戲功能也受影響而無法正常進行。獵豹移動則表示團隊未被提前告知新的處理規範，正在向谷歌進行申訴中。

## 外部連結
- 跳舞的線官方網站 （页面存档备份，存于）